# Carrozze FS tipo 1933 a terrazzini
Le carrozze "tipo 1933" a terrazzini delle Ferrovie dello Stato erano una serie di carrozze passeggeri concepite per il trasporto vicinale.

## Storia
Le carrozze, progettate nel 1933, vennero ideate dalle Ferrovie dello Stato per l'effettuazione dei cosiddetti "treni leggeri", cioè dei treni locali le cui elevate capacità di accelerazione avrebbero consentito di ridurre i tempi di percorrenza.
Furono costruite in 20 unità, divise in due sottotipi: 10 unità di sola terza classe (classificate nella serie CT 46.000 con numeri 46.000-46.009) e 10 unità miste di seconda e terza classe e con bagagliaio (classificate nella serie BCDT 66.200 con numeri 66.200-66.209). Nonostante il numero molto limitato di unità costruite, esse costituirono le progenitrici delle successive carrozze "tipo 1936", realizzate con classici vestiboli d'estremità che sostituivano i terrazzini.
Alcune unità andarono perse durante la seconda guerra mondiale.
Nel 1956, con la soppressione della terza classe, le carrozze vennero riclassificate nelle classi superiori: le CT 46.000 di terza classe divennero di seconda, e pertanto assunsero la nuova classificazione BT 46.000; le BCDT 66.200 di seconda e terza classe divennero invece di prima e seconda, con la nuova classificazione ABDT 66.200.
Le carrozze risultano ancora in servizio nel 1974; nel decennio successivo le unità 46.004 e 007 furono trasformate in carrozze appoggio per trasporti eccezionali, previe alcune modifiche.
A partire dagli anni novanta furono utilizzate per treni storici e rievocativi. Ad oggi le uniche 4 carrozze a terrazzini funzionanti sono assegnate al deposito locomotive di Sulmona, precisamente sono 3 BT 46.000 ed 1 solo esemplare di ABDT66.200.

## Caratteristiche
Si tratta di carrozze a due assi, ad alta capacità di carico e di costruzione particolarmente leggera, ideate per treni vicinali a breve raggio e con fermate ravvicinate.
La concezione economica del progetto si rivela nella scelta, già atipica al tempo, di rinunciare ai classici vestiboli d'estremità a favore di terrazzini aperti. La scelta dovette essere tuttavia poco apprezzata, essendosi scelto dopo pochi esemplari costruiti di introdurre un nuovo tipo di carrozze, le "tipo 1936", del tutto analoghe ma con vestiboli chiusi.
Le "tipo 1933" erano carrozze molto leggere: le carrozze di terza classe avevano una massa di sole 20,8 t, nettamente inferiore alle 36 t delle "Centoporte" o alle 43 t delle "tipo 1921", entrambe di capacità analoga.
L'interno era a salone con ritirata centrale; i sedili di terza classe erano in legno e avevano un passo di soli 1450 mm, mentre quelli di seconda classe erano imbottiti e decisamente più confortevoli.
La carrozza mista era fornita anche di un piccolo bagagliaio con uno spazio per il capotreno.
La livrea portata dalle carrozze era inizialmente la classica "castano-Isabella", sostituita negli anni sessanta dall'altrettanto classico grigio ardesia. Nel XXI secolo le unità preservate sono state restaurate ripristinando la livrea d'origine.